# Belauntza
Belauntza és un municipi de Guipúscoa, al País Basc.

## Eleccions municipals 2007
Quatre partits van presentar llistes al municipi. L'esquerra abertzale EAE-ANV, dues candidatures independents, i el Partit Popular. Aquests van ser els resultats: 
- Eusko Abertzale Ekintza - Acció Nacionalista Basca : 90 vots. (3 escons)
- Independents 1 : 61 vots. (2 escons)
- Independents 2 : 51 vots. (2 escons)
- Partit Popular : 3 vots. (0 escons)

El Partit Popular no va obtenir cap representació en el municipi, a causa dels 3 únics vots que va rebre la seva formació.